# Total Nonstop Action Wrestling
Total Nonstop Action (TNA) Wrestling – amerykańska federacja wrestlingu założona w maju 2002 roku przez Jeffa i Jerry’ego Jarrettów. Siedziba federacji znajduje się w Nashville w stanie Tennessee.

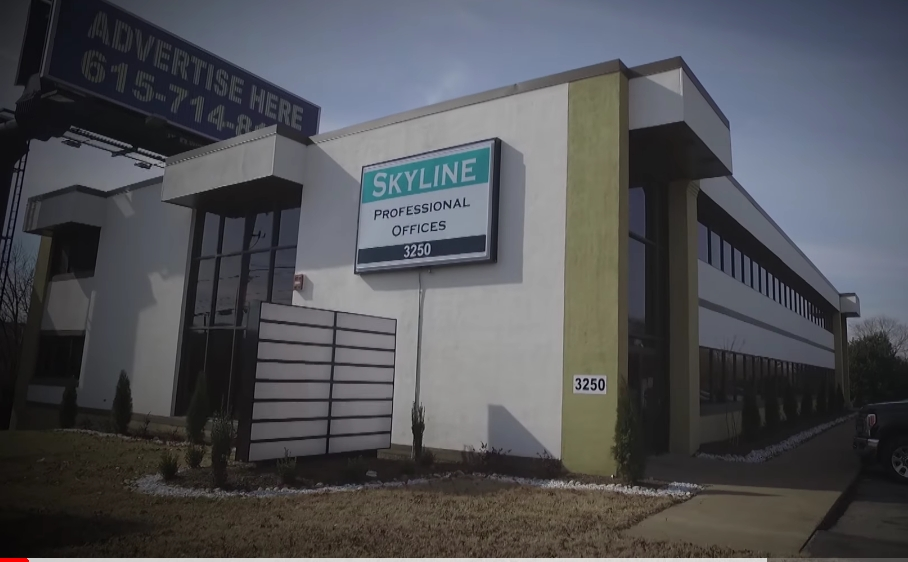
Siedziba główna firmy

## Historia

### Początki i spółka z NWA (2002–2007)

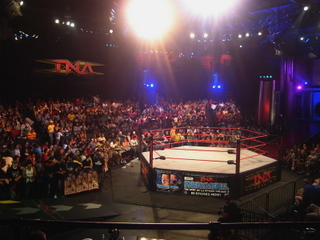
Ring TNA w latach 2004–2010

Pomysł na utworzenie federacji równoległej do WWE powstał krótko po sprzedaży World Championship Wrestling. 10 maja 2002 roku federację Total Nonstop Action założyli Jeff Jarrett i Jerry Jarrett. Federacja była częścią National Wrestling Alliance, i była nazywana NWA: Total Nonstop Action. W ramach umowy z NWA, federacja miała dostęp do mistrzostw takich jak NWA World Tag Team Championship, czy też NWA World Heavyweight Championship.
Federacja ruszyła z zamiarem produkowania tylko gal PPV. W 2004 roku, utworzono tygodniówkę dla federacji o nazwie Impact!. Program pokazywał bardziej sportowy styl, niż WWE. Ring był w kształcie sześciokąta, a firma wprowadziła pomiar czasu w meczach oraz „Fox Box”, który prezentował zawodników przed walką. Po wprowadzeniu tygodniówki, federacja przyjęła format stosowany pierwotnie przez WCW, jedno w miesiącu, trwające 3 godz PPV i cotygodniowe gale.
W 2005 wygasła umowa pomiędzy firmą a FOX, przez co federacja została zmuszona emitować programy Impact! i Xplosion przez internet. Tego samego roku federacja rozpoczęła produkcję figurek we współpracy z Marvel Toys.
Na Unbreakable, 11 września 2005 mecz o TNA X Division Championship pomiędzy AJ Stylesem, Samoa Joe i Christopherem Danielsem, otrzymał od dziennikarza wrestlingu Dave’a Meltzera 5 gwaizdek, co czyni go pierwszym i jedynym tak wysoko ocenionym meczem w Impact.
1 października 2005 został wyemitowany pierwszy odcinek Impact! na stacji Spike TV, po podpisaniu z nią kontraktu.
Od 2005 do 2006 TNA miało nabór wielu znanych zawodników ze świata wrestlingu (głównie znanych z największej federacji na świecie, WWE). Byli to m. in Kevin Nash, Rhino, Christian Cage, Sting, Scott Steiner i Kurt Angle.
W kwietniu 2006 TNA rozpoczęło współpracę z YouTube. W październiku 2007, cotygodniowe odcinki Impact! zostały rozszerzone do formatu dwugodzinnego.

### TNA (2007–2017)
Po tym jak firma zakończyła współpracę z NWA i została odcięta od mistrzostw, została zmuszona utworzyć nowe mistrzostwa. Utworzono wtedy TNA World Heavyweight Championship i TNA World Tag Team Championship.
9 września 2008, firma Midway Games wydała grę wideo TNA zatytułowaną TNA Impact!, a w 2009 firma wprowadziła archiwum, gdzie fani mogli oglądać gale pay-per-viev z poprzednich lat.
Październik 2009 roku, był rokiem przełomowym dla TNA, ponieważ firma zatrudniła wielu wpływowych wrestlerów, dla wcześniej wspomnianej największej federacji wrestlingu na świecie, WWE. Byli to m.in.: WWE Hall of Famerzy i wielokrotni mistrzowie świata WWE, Ric Flair i Hulk Hogan oraz Jeff Hardy, Rob Van Dam i Mr. Anderson, oraz byłego prezesa WCW, Erica Bischoffa. Bischoff i Hogan, którzy pracowali głównie na zapleczu, wprowadzili wiele zmian, m.in. powrócili do standardowego, kwadratowego ringu oraz zawarli ugodę ze Spike TV, aby przenieść odcinki Impact! na poniedziałek, kiedy emitowana była główna gala WWE, Raw. Emisja pierwszego odcinka w poniedziałek, miała odbyć się 8 marca 2010, lecz 4 stycznia 2010, w poniedziałek, TNA wydało odcinek Impact!, który przedstawił wszystkie zmiany widzom oraz zawierał występ, nieaktywnego od dwóch lat Hulka Hogana. TNA stało się wtedy pierwszą federacją wrestlingu, od dziewięciu lat (czyli od wykupienia przez WWE, WCW), która rozpoczęła rywalizację z WWE. WWE jednak tej samej nocy nie pozostało dłużne i ustanowiło wielki powrót, legendy wrestlingu, Breta Harta, który nie pojawiał się w federacji od 1997, kiedy to został prawdziwie oszukany przez federację, sztuczką Montreal Screwjob. 3 maja Impact! z powrotem zostało przeniesione na czwartkowe noce, kończąc rywalizację. Tego samego dnia, nazwa show została zmieniona na Impact Wrestling.
7 listopada 2011, byłe terytorium rozwojowe WWE, Ohio Valley Wrestling (OVW), stało się oficjalnym terytorium rozwojowym TNA. W grudniu promocja zadebiutowała z Ring Ka King z siedzibą w Indiach.
W marcu 2013, TNA zakończyło współpracę z Universal Studios i zaczęło kręcić swoje programy w różnych miastach Stanów Zjednoczonych. 2 listopada TNA, zakończyło współpracę z Ohio Valley Wrestling.
W latach 2013–2014 znane gwiazdy TNA, m.in. Hulk Hogan (który w 2014 powrócił do WWE), AJ Styles, czy też właściciel firmy Jeff Jarrett, opuścili promocję. Powodem Stylesa były okropne warunki nowego kontraktu, a Jarrett chciał zainwestować w nową federację wrestlingu, Global Force Wrestling. Mimo nowej inwestycji Jarretta, był on dalej po części inwestorem TNA. Następnie odeszły również takie gwiazdy jak: Sting, Chris Sabin, Hernande, Christopher Daniels i Kazarian.
Pod koniec lipca poinformowano, że Spike TV rezygnuje z Impact Wrestling,, lecz TNA zaprzeczyło tym plotkom. W końcu obie strony doszły do ugody, przenosząc program na środowe wieczory.
W listopadzie 2014, umowa ze Spike TV wygasła, a Impact Wrestling przeniosło się do Discovery Communications, które dopiero co podpisało kontrakt z TNA. Godziny i dzień nadawania programu zostały te same, co na Spike TV. Impact Wrestling miało swoją premierę, w środę, 7 stycznia o godzinie 21:00. TNA rozpoczęło również dwa nowe programy: Impact Wrestling: Unlocked, prowadzony przez Mike’a Tenay, i TNA Wrestling’s Greatest Matches, serię prezentującą najlepsze mecze w historii firmy. Discovery Communications reklamowało Impact Wrestling jako jedną z przyczyn wzrostu liczby widzów. Pomimo tego sukcesu, Discovery Communications usunęło Unlocked i Greatest Matches ze swoich programów w maju 2015.
19 listopada TNA podpisała kontrakt z Pop TV na wyemitowanie Impact Wrestling. TNA powróciło wtedy, do nagrywania Impact Wrestling w Impact Zone w Universal Studios w Orlando na Florydzie. W marcu i kwietniu kolejni ważni zawodnicy opuścili firmę. Byli to: Eric Young, Bobby Roode oraz Velvet Sky. 12 sierpnia Billy Corgan został nowym prezesem awansu, a Dixie Carter przewodniczącą i dyrektorem ds. Strategii. Z powodu konfliktu zaistniałego pomiędzy Corganem a TNA (patrz dział Konflikty z prawem), Corgan został zwolniony ze stanowiska.

### Global Force Wrestling (2017)

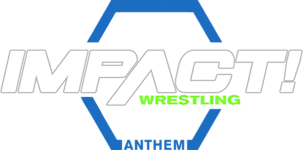
Logo Impact Wrestling podczas spółki z GFW

2 marca TNA zmieniło nazwę na Impact Wrestling, po swoim głównym serialu telewizyjnym. Wrestlerzy tacy jak: Drew Galloway, Matt Hardy, Jeff Hardy, Jade, Crazzy Steve, Mike Bennett i Maria Kanellis opuścili firmę w tym okresie.
20 kwietnia Impact ogłosił połączenie Global Force Wrestling (GFW), należącego do byłego właściciela Impact Wrestling, Jeffa Jarretta. Firma ogłosiła później zmianę nazwy na rzecz GFW. W tym czasie Anthem wypuścił serwis streamingowy, Global Wrestling Network, który zawierał treści z ich biblioteki taśm i innych źródeł. Wkrótce po tym firma z powrotem zmieniła nazwę na Impact Wrestling.

### Nowy zarząd i wpływ COVID-19 (2018–2023)
W grudniu 2017 r. Anthem ogłosił zatrudnienie Dona Callisa i Scotta D’Amore jako wiceprezesów wykonawczych. Impact ogłosiło również partnerstwo z Twitch, w celu produkcji treści dla swojej firmy. 21 grudnia 2018 roku firma ogłosiła, że Impact! będzie przenosić się na Pursuit Channel od 11 stycznia 2019.
19 marca 2019 roku firma Impact ogłosiła, że ponownie zawarła umowę z OVW, aby służyło im jako terytorium rozwojowe. 1 maja wprowadzono Impact Plus, który zastąpił dotychczasowy Global Wrestling Network.

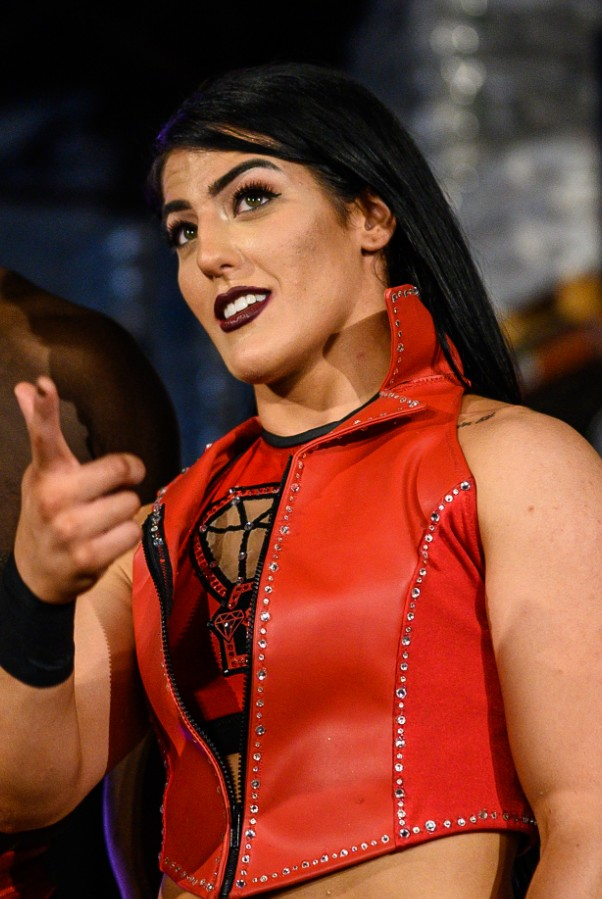
Tessa Blanchard –pierwsza i na chwilę obecną jedyna kobieta, która zdobyła Impact World Championship.

Na Hard to Kill, 12 stycznia 2020, Tessa Blanchard pokonała Samiego Callihana, aby zostać pierwszą i jak do tej pory jedyną kobietą, która wygrała Impact World Championship. Od kwietnia tego samego roku Impact Wrestling organizowało gale bez udziału publiczności na arenie ze względu na obostrzenia związane z pandemią COVID-19. W grudniu firma nawiązała współpracę z innymi federacjami wrestlingu, między innymi All Elite Wrestling (AEW) i National Wrestling Alliance (NWA), które oferowały występy swoich talentów na wydarzeniach Impact. Posiadacz AEW World Championship, czyli głównego mistrzostwa AEW, Kenny Omega sięgnął po Impact World Championship, stawiając swój tytuł również na szali w walce z ówczesnym mistrzem Richem Swannem na Rebellion, 25 kwietnia 2021.
Począwszy od gali Slammiversary, która odbyła się 17 lipca 2021, podczas gal na arenie przebywa ograniczona liczba fanów. Na przełomie lipca i sierpnia do federacji powrócili Christian Cage, Mickie James, Madison Rayne, Chelsea Green, która podczas swojej poprzedniej kadencji w Impact wcielała się wcześniej w postać Laurel Van Ness, a także otrzymaliśmy kilka debiutów w promocji, przykładowo weteranki kobiecego wrestlingu Meliny, czy też byłych zawodników WWE W. Morrisseya (lepiej znanego jako Big Cass) i No Waya (lepiej znanego jako No Way Jose).
13 sierpnia 2021 Impact World Championship po raz pierwszy zmieniło posiadacza na wydarzeniu innej federacji, kiedy to Christian Cage pokonał ówczesnego mistrza Kenny’ego Omegę, w historycznym, pierwszym odcinku AEW Rampage. Na gali pay-per-view NWA EmPowerrr zorganizowanej przez NWA, przeznaczonej tylko dla kobiet, która odbyła się 28 sierpnia 2021 i w ramach współpracy między Impact, NWA i AEW zawierała walki z udziałem zawodniczek ze wszystkich trzech federacji, Impact Knockouts Championka Deonna Purrazzo obroniła swoje mistrzostwo w walce z Meliną.
W odcinku SmackDown z 7 stycznia 2022 roku ogłoszono, że mistrzyni Knockouts Mickie James weźmie udział w Royal Rumble 2022. Zarówno oficjalne konto WWE na Twitterze, jak i strona internetowa Impact potwierdziły to wkrótce potem, przy czym pierwsze uznało James za mistrzynię Impact.

### Powrót TNA (2023–obecnie)
Po zakończeniu Bound for Glory 21 października 2023 roku Impact ogłosił, że 13 stycznia 2024 roku na Hard To Kill przywróci nazwę Total Nonstop Action Wrestling (TNA). 
7 lutego Anthem Sports & Entertainment ogłosiło, że kontrakt Scotta D’Amore’a z TNA został rozwiązany, a D’Amore został usunięty ze stanowiska prezesa TNA, a później został zastąpiony przez Anthony’ego Cicione. 
Dwa lata po tym jak James wzięła udział w Royal Rumble 2022, mistrzyni Knockouts Jordynne Grace również wzięła udział w Royal Rumble. W 2024 roku TNA rozpoczęło szerszą wymianę talentów z WWE. Kilku wrestlerów TNA pojawiało się w cotygodniowych serialach telewizyjnych NXT i wydarzeniach transmitowanych na żywo i odwrotnie. Wieloletnie partnerstwo między Total Nonstop Action Wrestling (TNA) i WWE zostało oficjalnie ogłoszone 16 stycznia 2025 roku.
W dniu 12 lutego 2025 roku Cicione zrezygnował ze stanowiska prezesa TNA i został zastąpiony przez Carlosa Silvę.

## Mistrzostwa

### Obecni mistrzowie
| Mistrzostwo                               | Obecny mistrz(owie) | Obecny mistrz(owie)                   | Panowanie | Data zdobycia         | Dni | Dodatkowe informacje |
| ----------------------------------------- | ------------------- | ------------------------------------- | --------- | --------------------- | --- | --- |
| TNA World Championship                    |                     | Trick Williams                        | 1         | 25 maja 2025(dts)     | 57  | Pokonał poprzedniego mistrza Joe Hendry’ego na NXT Battleground. |
| TNA International Championship            |                     | Steve Maclin                          | 1         | 17 kwietnia 2025(dts) | 95  | Pokonał Erica Younga i A.J. Francisa w finale turnieju, aby zostać inauguracyjnym mistrzem na Unbreakable. |
| TNA X Division Championship               |                     | Leon Slater                           | 1         | 20 lipca 2025(dts)    | 1   | Pokonał poprzedniego mistrza Moose’a na Slammiversary. |
| TNA World Tag Team Championship           |                     | The Hardys (Jeff Hardy i Matt Hardy)  | 4         | 20 lipca 2025(dts)    | 1   | Pokonali poprzednich mistrzów The Nemeths (Nica Nemetha i Ryana Nemetha), The Rascalz (Treya Miguela i Zachary’ego Wentza) oraz Fir$t Cla$$ (A. J. Francisem i KC Navarro) w Four-way tag team ladder matchu na Slammiversary. |
| TNA Knockouts World Championship          |                     | Jacy Jayne                            | 1         | 20 lipca 2025(dts)    | 1   | Pokonała poprzednią mistrzynię Mashę Slamovich w Winner Takes All matchu, gdzie NXT Women’s Championship również był na szali na Slammiversary.                                                                                |
| TNA Knockouts World Tag Team Championship |                     | Ash by Elegance i Heather by Elegance | 1         | 14 marca 2025(dts)    | 129 | Pokonały poprzednie mistrzynie Spitfire (Dani Lunę i Jody Threat) w 2-on-3 Handicap matchu, w którym brał również udział menedżer Ash i Heather, The Personal Concierge, na Sacrifice.                                         |

### Dawne mistrzostwa
| Tytuł mistrzowski                     | Pierwszy mistrz | Ostatni mistrz  | Data dezaktywacji     | Lata aktywności |
| ------------------------------------- | --------------- | --------------- | --------------------- | --------------- |
| TNA World Beer Drinking Championship  | James Storm     | James Storm     | 26 lutego 2008(dts)   | 0 (4 miesiące)  |
| TNA King of the Mountain Championship | Booker T        | Lashley         | 13 sierpnia 2016(dts) | 8               |
| Impact Grand Championship             | Aron Rex        | Austin Aries    | 4 czerwca 2018(dts)   | 2               |
| TNA World Heavyweight Championship    | Moose           | Rich Swann      | 13 marca 2021(dts)    | 1               |
| TNA Digital Media Championship        | Jordynne Grace  | Steph De Lander | 29 marca 2025(dts)    | 3               |

## Gale

### Programy
| Program      | Pierwszy odcinek         | Lata emisji        | Stacja telewizyjna | Odn.   |
| ------------ | ------------------------ | ------------------ | ------------------ | ------ |
| TNA Impact!  | 4 czerwca 2004(dts)      | od 2004            | AXS TV             | [ 47 ] |
| TNA Xplosion | 5 października 2002(dts) | 2002–2021, od 2024 | AXS TV             | [ 48 ] |

## Konflikty z prawem
13 października Corgan pozwał TNA z powodu niespłaconego długu, którego jak sądził, firma mu nie spłaciła. Stan Tennessee nałożył również dług na TNA z tytułu niezapłaconych podatków. Kanadyjski nadawca, Anthem Sports & Entertainment zaoferował pomoc firmie. TNA wywiązało się z długów, jednak Corgan, który został pozbawiony przez kanadyjskiego nadawcę stanowiska prezesa, twierdził, że dalej nie otrzymał spłaty długu. W wyniku ugody pomiędzy Corgan i TNA, Anthem Sports & Entertainment spłaciło dług nabyty przez TNA i Carter.
14 sierpnia 2018 roku, Jeff Jarrett i Global Force Entertainment ogłosili, że złożyli pozew przeciwko Anthem Sports & Entertainment w Sądzie Okręgowym Tennessee za naruszenie praw autorskich do GFW, ponieważ Jarrett był właścicielem wszystkich produktów GFW od momentu utworzenia firmy, w 2014 roku. 19 lutego 2019 ujawniono, że Jarrett złożył kolejny pozew, twierdząc, że Impact Wrestling usunął główne kopie wszystkich GFW Amped. Jarrett pozwał również do sądu, próbując uzyskać znaki towarowe swojego nazwiska i podobieństwa od Anthem. Anthem pozwało go, w lipcu 2019, twierdząc, że są prawowitymi właścicielami praw autorskich oraz że Jarrett wiedział, że taśmy zostały usunięte i że nie zarabiali na treściach GFW. W 2020 sprawa została umożona, a następny wniosek Jarretta, z października 2020 został odrzucony.